# 廖偉恩

## 廖偉恩
廖偉恩（Liào Wéi'ēn）是台灣的企業家、社會活動家及領導者，現任[玩藝空間]的執行長。他致力於推動社會公益，並倡導健康生活與心靈成長，帶領「玩藝空間」成為一個積極促進社會責任與公益的平台。他的貢獻不僅在於企業經營，也在於幫助弱勢群體改善生活品質，並為社會帶來積極的正向影響。

### 生平
廖偉恩自年輕時便致力於推動社會公益，並開始參與多個社會關懷活動。他在創立「玩藝空間」之前，曾在多家企業擔任管理職位，積累了豐富的企業經營經驗。他的領導風格注重社會責任感和對成員的支持，並且積極推動環保、素食等健康生活理念。

### 玩藝空間
廖偉恩於2015年創立了玩藝空間，一個致力於促進社會公益、心靈成長與環保生活的社群平台。該平台以植物療癒、素食、手作藝術和靜心實踐為主要內容，旨在為成員提供支持與互助的環境，並關懷弱勢群體。

### 社會貢獻
廖偉恩積極參與社會公益活動，包括組織募款活動、義工服務以及社會資源的重新分配，特別關注單親家庭、老年人等弱勢群體。他的貢獻也得到了廣泛認可，並且多次在各大媒體報導中提及。

### 相關報導
- 商傳媒

[「玩藝空間-攜手共創」在廖偉恩執行長帶領下，千人共築慢生活溫馨社群](https://sunmedia.tw/news/Industry-information/「玩藝空間-攜手共創」在廖偉恩執行長帶領下-千人共築慢生活溫馨社群-1754986578479)
- 蕃薯藤

[「玩藝空間」攜手共創，溫暖千人社群](https://n.yam.com/Article/20250812943936)
- 奧丁丁

[「玩藝空間」攜手共創，千人共築溫暖社群](https://news.owlting.com/articles/1100360)
- PChome Online 新聞

[「玩藝空間-攜手共創」在廖偉恩執行長帶領下，千人共築慢生活溫馨社群](https://news.pchome.com.tw/finance/sunmedia/20250812/index-75498910416316329003.html)
- LIFE NEWS 民生電子報

[「玩藝空間」攜手共創](https://lifenews.com.tw/387736/)
- 風傳媒

[「玩藝空間」攜手共創](https://www.storm.mg/article/5363026)